# 迪爾姆 (明尼蘇達州)
迪爾姆（英語：Duelm）是位於美國明尼蘇達州本頓縣聖佐治鎮區的一個非建制地區。

## 地理
迪爾姆所處的海拔為高於海平面314米（即1030英呎），而該地所採用的時區為UTC-6，即北美中部時區（CST）。同時該地設有夏令時間，為UTC-6調快一小時，即UTC-5（CDT）。